# 曹進平
曹進平（1965年3月1日—），臺灣省花蓮縣玉里鎮人，中華民國空軍中將退伍，也是該鎮出身的第一位中將，現任漢翔航空工業總經理，曾任空軍司令部副司令、空軍司令部參謀長、空軍作戰指揮部中將指揮官、國防部參謀本部通信電子資訊參謀次長、空軍副參謀長、空軍人事軍務處長、國防部戰情中心主任、空軍499聯隊長、前國防部長嚴明辦公室公共事務處長、駐法國台北代表處軍事協調組長（武官），畢業於空軍軍官學校1987年班（正76年班）、國立交通大學碩士。曹進平於2020年1月空軍UH-60M墜毀事故中生還，並且因其事件後冷靜的協助救災人員指揮與說明現場狀況而受新聞媒體廣大報導。

## 生平
曹進平於1965年出生於花蓮縣玉里鎮，曾就讀玉里國民小學，早年因家境困難於國中畢業後捨棄就讀高中的機會報考中正預校而開始其軍旅生涯，並擁有空軍指揮參謀學院、戰爭學院，以及國立交通大學管理科學碩士等多項學位。

## 軍事生涯

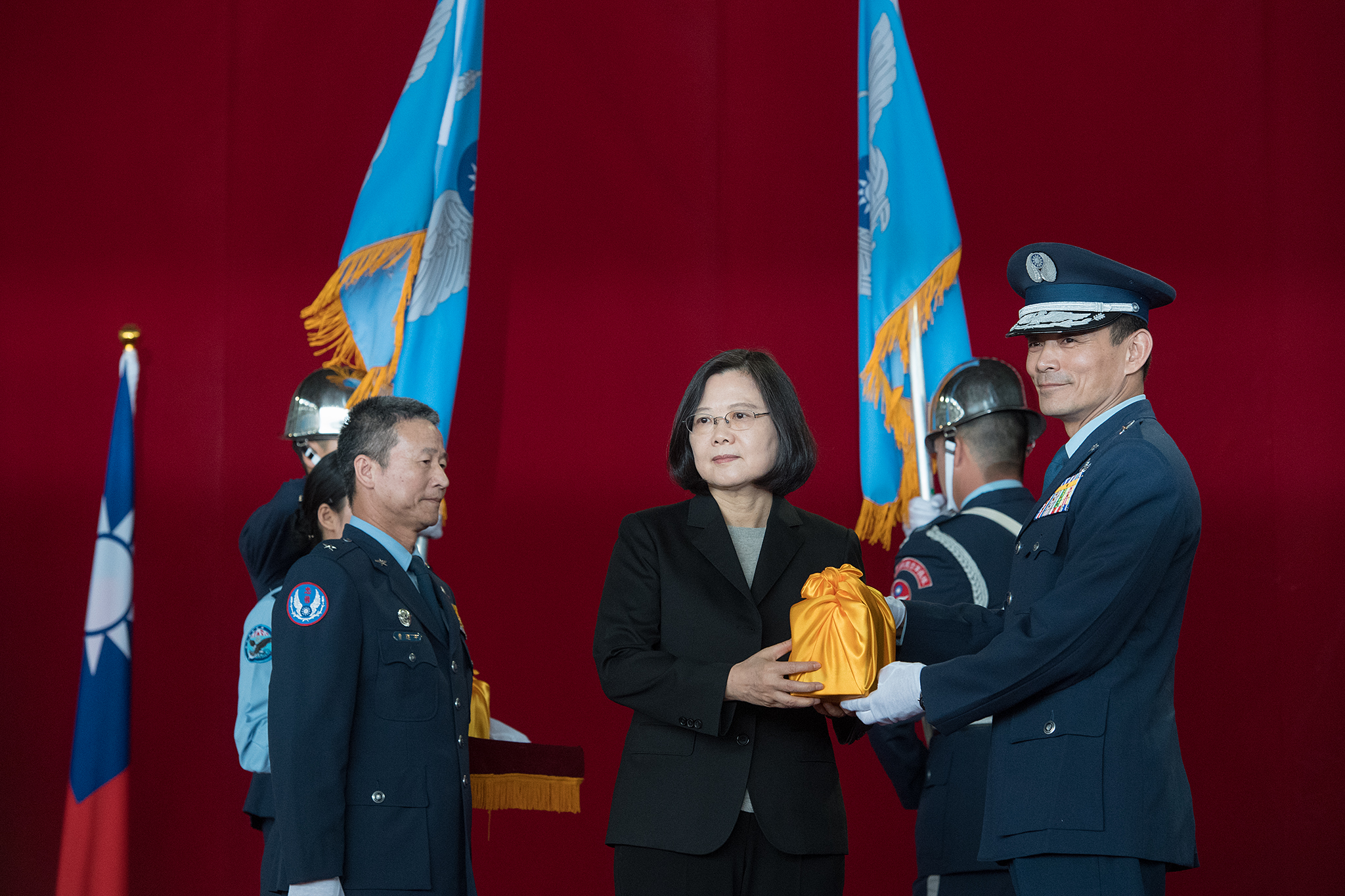
曹進平少將（左一）於空軍司令部人軍處長任內，出席空軍飛行部隊番號更銜典禮，右側為繼曹氏之後出任空軍第二戰鬥機聯隊長的柳惠千少將

曹進平畢業於空軍官校1987年班，與2020年1月2日UH-60M墜毀事故中罹難的參謀總長沈一鳴上將同為中華民國空軍換裝法國達梭航太製幻象2000戰機時派駐法國的種子教官之一。曹進平後續擔任過駐紮於新竹基地的空軍第二戰術戰鬥機聯隊聯隊長、國防部作計室戰情中心主任、空軍司令部人軍處長及副參謀長等，於2019年9月升任參謀本部通信電子資訊參謀次長（佔缺中將），並在12月24日晉升空軍中將。

## 個人特色
曹進平因曾派駐法國之經驗，精通英語、法語，故國防部曾指派他擔任情報次長室駐法代表處軍事協調組長，促進中華民國空軍與法國空軍間的交流，在國防部中素有「歐洲通」的稱號，曹進平十分重視飛航安全的資訊與訓練等相關議題，國防部相關人員曾給予他「過去歷練均能秉持積極主動的態度，戮力達成戰備訓練、內部管理及軍紀維護等任務。」的評價，以及「空軍危機處理王」的稱呼。

## 黑鷹直升機失事生還
2020年1月2日曹進平隨同參謀總長沈一鳴等人搭乘空軍UH-60M黑鷹直升機自臺北松山基地起飛，預定前往宜蘭縣東澳嶺雷達站進行春節慰問，於飛行途中失事墜毀於新北市烏來山區，曹進平為事故中倖存的五人之一，也是倖存者中唯一擁有飛行經驗的軍官，由於曹進平吹響其隨身的哨子，讓搜救人員得以定位出失事地點加速搶救，再加上曹進平於事故後冷靜地在現場協助指揮救難人員，受到新聞媒體廣大報導。1月2日曹進平中將與其他4位生還者被送三軍總醫院急救，事隔9日，曹進平中將經醫院評估後，1月10日上午出院，是第一個傳出好消息的黑鷹生還者。未來將定期回院復建，因心繫工作，希望可以趕快回部隊上班。
在事發當日，曹進平獲救下山至救護車接駁處，並微笑比讚感謝搜救人員，此舉引發議論，有網友於網路社群PTT上發文解釋，因曹進平本身為戰鬥機飛行員出身，飛機起降時噪音非常大，不僅說話困難，聆聽他人講話更困難，因此大多會利用手勢傳達，其中豎大拇指代表著狀況良好的意思。

## 外部連結
| 军职           | 军职                                                                 | 军职          |
| -------------- | -------------------------------------------------------------------- | ------------- |
| 中華民國國防部 |                                                                      |               |
| 前任： 黃志偉  | 空軍司令部參謀長 第十六任 2023年2月1日－                             | 繼任： 現任   |
| 前任： 劉任遠  | 空軍作戰指揮部指揮官 第十二任 2021年9月1日—2023年1月31日             | 繼任： 黃志偉 |
| 前任： 劉峯瑜  | 國防部參謀本部 通信電子資訊參謀次長室次長 2019年9月1日—2021年8月31日 | 繼任： 盧建中 |